# Haloragis colensoi
Haloragis colensoi är en slingeväxtart som beskrevs av Carl Skottsberg och Harry Howard Barton Allan. Haloragis colensoi ingår i släktet Haloragis och familjen slingeväxter. Inga underarter finns listade i Catalogue of Life.